# Salsola recurva
Salsola recurva är en amarantväxtart som beskrevs av Nathaniel Wallich. Salsola recurva ingår i släktet sodaörter, och familjen amarantväxter. Inga underarter finns listade i Catalogue of Life.